# Shelfordia celebesiensis
Shelfordia celebesiensis är en stekelart som först beskrevs av Gyöö Viktor Szépligeti 1901.  Shelfordia celebesiensis ingår i släktet Shelfordia och familjen bracksteklar. Inga underarter finns listade i Catalogue of Life.